# فرمهين
فرمهين (مقاطعة فراهان) (بالفارسية: فرمهین) هي مدينة تقع في البلدة المركزية في إيران. يقدر عدد سكانها بـ 3,566 نسمة .